# Киракосян, Михаил Меружанович
Михаил Меружанович Киракосян (род. 24 октября 1985, Тбилиси) — основатель бренда KIRAKOSYAN, российский фотограф армянского происхождения. Член Европейской ассоциации фотографов (FEP), Международной федерации журналистов (IFJ), Союза журналистов России, Союза фотохудожников России.

## Биография
Михаил Киракосян родился 24 октября 1985 года в Тбилиси. В 2003 году окончил школу № 397 им. Чкалова в Москве. В 2009 году окончил факультет промышленного и гражданского строительства Московского государственного строительного университета по специальности «Инженер». В 2010 году окончил Московский архитектурный институт по курсу «Компьютерная графика».
С 2004 по 2014 год Михаил работал в сфере архитектуры, пройдя путь от проектировщика до руководителя проектов.
Окончив курсы в фотошколах Михаила Панина и Владимира Вяткина, с 2015 года Киракосян полностью посвятил себя творчеству.
В 2023 года основал KIRAKOSYAN SOUVENIRS- московский бренд премиальной сувенирной продукции, которая производится на базе мануфактуры Михаила Киракосяна. На сегодняшний день арт работы фотографа представлены в 27 галереях по всему миру.

## Творческая деятельность
В 2015 году Киракосян организовал международный клуб фотографов «Leica Club International», существующий по настоящее время. В 2017 году стал членом Европейской ассоциации фотографов (FEP) и начал преподавать авторский курс «Архитектурная съёмка» в фотошколе Михаила Панина.
В 2018 году снимки проекта Киракосяна в жанре архитектурной фотосъёмки «Монументальная геометрия» были включены в архивный фонд Музея Москвы, а фотография «Москва Сити» была приобретена компанией Leica Camera для рекламы бренда.
Во время чемпионата мира по футболу в России, Киракосян создал фотопроект в жанре портретной съёмки «The Fans of Russia World Cup 2018», на основе которого в 2019 году в издательстве «Blurb» вышла одноимённая авторская фотокнига.
В 2020 году создал фотопроект «Московский зоопарк. Изоляция», рассказывающий о жизни питомцев Московского зоопарка в период локдауна.
В 2021 году Михаил заключил контракт с международной галерейной сетью LUMAS на экспозицию и продажу фотографий из проекта в жанре портретной съёмки «Мы похожи на Вас», героями которой стали животные Московского зоопарка. Фотографии выставлены в 20 крупных городах по всему миру.
Член Международной федерации журналистов (IFJ), Союза журналистов России, Союза фотохудожников России.
Начиная с 2024 года Михал Меружанович разработал выпуск сувенирной продукции KIRAKOSYAN SOUVENIRS на базе собственных проектов. Таким образом, по словам автора, создается возможность внести искусство в широкие массы, делать его доступным, одновременно используя патриотическую тематику, распространяя любовь к Родине среди молодежи .

### Социальные фотопроекты
- 2017—н.в. — «Бессмертный полк»;
- 2018 — «The Fans of Russia World Cup 2018»;
- 2018—н.в. — «Монументальная геометрия»[13];
- 2020 — «Московский зоопарк. Изоляция»;
- 2020—н.в. — «Мы похожи на Вас»[14].

### Арт-проекты
- 2021—н.в. — «Реинкарнация»[15][16];
- 2021—н.в. — «Love of money».
- 2022 — «Метаморфозы» (продолжение проекта «Реинкарнация»)[17]

### Выставки
- 2018, 2019 — участник ежегодной московской выставки «Объективно о Москве»;
- 2019 — куратор и участник выставки LCI в гостинице «Стандарт»[18];
- 2019 — персональная выставка работ из проекта «The Fans of Russia World Cup 2018» в Посольстве Республики Армения[19];
- 2021, 2022 — участник выставки «Зимние истории» в Москве[20];
- 2023 — участник выставки «Россия моя история» в Новой Третьяковке[21].

## Награды
- 2018 — финалист международного конкурса «35 Awards»[22].
- 2021 — финалист международного конкурса Hasselblad Masters в категории «Дикая природа»[10][23].
- 2022 — финалист конкурса «Планета Москва».